# Jan Matocha
Jan Matocha (ur. 5 stycznia 1923 w Střelnej, zm. 11 października 2016 w Bratysławie) – słowacki kajakarz i trener sportu kajakowego pochodzenia czeskiego. Olimpijczyk, trzynastokrotny mistrz Czechosłowacji.

## Życiorys

### Dzieciństwo i młodość
Urodził się w Střelnej na Morawach w czeskiej części Czechosłowacji tuż przy granicy ze Słowacją. Był jednym z ośmiorga rodzeństwa, rodzina zaś pochodziła z Uherskiego Hradišcia. Gdy miał pięć lat, Matochowie przenieśli się do Bratysławy, gdzie ojciec został zatrudniony jako stolarz w Teatrze Narodowym (jego dziełem była pierwsza w tym teatrze obrotowa scena). To również on nauczył młodego Jana podstaw obróbki drewna. W 1939 roku Matocha junior z modelem samolotu Dakota zdobył pierwszą nagrodę podczas wystawy modelarskiej, która odbywała się w Zlinie. Przyciągnęło to uwagę Jana Baťy, który dziesięciu najlepszym chłopcom zaproponował naukę w swojej szkole, na co z kolei nie zgodzili się rodzice Matochy.
Matocha od dzieciństwa czas wolny spędzał na uprawianiu sportu, a ze szczególnym upodobaniem biegał na nartach, w której to dyscyplinie odnosił nawet sukcesy juniorskie. Jego podejście do narciarstwa biegowego nie zmieniło się przez następnych kilkadziesiąt lat. Świadczyć o tym może chociażby 16. miejsce podczas organizowanych w Szpindlerowym Młynie Mistrzostw Czechosłowacji w 1951 roku, gdzie startował jako całkowity amator. Poza tym, Matocha piętnastokrotnie występował w słowackim biegu masowym Biela stopa, gdzie sześć razy był najlepszy w swojej kategorii wiekowej, a wielokrotnie stawał na niższych stopniach podium.
W czasie II wojny światowej chodził w Bratysławie do szkoły przemysłowej przy nabrzeżu Vajanskiego. Szkolny kolega, Milan Urminský, którego rodzice prowadzili skład z węglem i drewnem, zaproponował Matosze, że dostarczy mu materiały, a ten zbuduje dla nich kajak. W ten sposób Matocha, na Małym Dunaju, po raz pierwszy trafił na łódkę.

### Kariera zawodnicza i trenerska
Po raz pierwszy wziął udział w zawodach organizowanych w Bratysławie przez węgierski klub Vasas SC. Startując wówczas na własnoręcznie zbudowanym kajaku, zajął trzecie miejsce, za Niemcem Mikšíkiem i Węgrem Némethem. Po wyścigu p. Urlíček, kierownik sekcji kajakowej bratysławskiego oddziału KSTL namówił Matochę do startowania w barwach jego klubu. Przyszły kajakarz miał wówczas dziewiętnaście lat i niemal żadnego doświadczenia w tej dyscyplinie. Wkrótce wziął udział w swoich pierwszych mistrzostwach kraju, w Pradze przy tamie Vránskiej, gdzie jednak wyraźnie przegrał (zajął 5. miejsce) w konkursie na 10 km. Matocha rewanż wziął rok później, kiedy zwyciężył na tym samym dystansie. Pomimo niewątpliwego talentu, podobnie jak większość zawodników w tamtym czasie, Matocha nie miał trenera. Nie zmieniło się to także po przystąpieniu do klubu.
W 1945 podczas nalotów na Bratysławę, kiedy odwoływano zajęcia w szkole, kajakarz w przeciwieństwie do swoich rówieśników nie schodził do schronu, a brał kajak i wypływał na wodę. Jak sam później przyznał, nie zdawał sobie sprawy z grożącego mu wówczas niebezpieczeństwa. Również w 1945 roku, podczas odbijania miasta przez armię radziecką, jedna z rakiet wystrzelonych z Katiuszy trafiła w dom Matochów niszcząc go zupełnie. Rodzina trafiła wówczas do mieszkania zastępczego.
Dwa lata po zakończeniu wojny, w 1947 w Pradze odbywały się kwalifikacje do Igrzysk Olimpijskich rozgrywanych w następnym roku w Londynie. Podczas tych zawodów Matocha zdobył nominację olimpijską, pokonując na 10 km mistrza Czechosłowacji – Vambera – o około cztery minuty.
Przed igrzyskami trafił do wojskowego klubu ATK (późniejsza Dukla), z którym został zgrupowany w praskim Zbrasławiu. Jednocześnie u niejakiego Turečka w oddalonej o 12 km Podolí sam budował sobie kajak. Aby wywiązać się ze swoich obowiązków trasę Zbrasław–Podolí codziennie na piechotę pokonywał czterokrotnie. Podczas samej olimpiady, startując na kajaku własnej produkcji, zajął 9. miejsce w finale wyścigu na 10 km.
W latach 1949–1951 do Czechosłowacji na zawody w Pradze i Budziejowic przyjeżdżali także zawodnicy reprezentacji Szwecji. W 1949 roku w wyścigu na 10 km Matocha przypłynął na metę drugi za Gertem Fredrikssonem, ówczesnym dwukrotnym (a ostatecznie sześciokrotnym) złotym medalistą igrzysk olimpijskich. W wywiadzie dla gazety „Ruch” Szwed miał powiedzieć, że gdyby Słowak trenował w taki sam sposób, jak Skandynawowie, bez wątpienia byłby od nich lepszy. W tym samym 1949 roku Matocha zwyciężył podczas mistrzostw Czechosłowacji we wszystkich konkurencjach, w których przyszło mu startować (K-1 500 m oraz K-1 1000 m, K-2 1000 m, K-4 1000 m).
Rok później wziął udział w mistrzostwach świata, które odbyły się w Kopenhadze. Po raz pierwszy startował wówczas na tzw. łódce duńskiej, która wśród najlepszych reprezentacji była już standardem podczas Igrzysk w 1948 roku. Na 500 metrów w K-1 zajął w Danii miejsce siódme, natomiast w ekipie czteroosobowej na 10 km – czwarte.
Do Igrzysk Olimpijskich w Helsinkach w 1952 roku Marocha zakwalifikował się w konkurencji K-2 10 km wraz z Otą Kroutilem, natomiast na K-2 1 km z Czechosłowacji przyjechała załoga Bedřich Dvořák i Rudolf Klabouch. Po losowaniu terminów startów okazało się, że szanse na awans tych drugich są minimalne, więc czechosłowackie załogi postanowiły się zamienić. Matocha i Kroutil wystartowali na dystansie 1 km, gdzie zgodnie z przewidywaniami nie przebrnęli eliminacji, natomiast lepsi Dvořák i Klabouch wzięli udział w konkursie na 10 km. Tam również nie znaleźli się w czołówce, a ostatecznie zajęli siódme miejsce.
W 1954 był członkiem sztafety 4 × 500 m, która na Mistrzostwach Świata rozgrywanych we francuskim Mâcon odpadła w eliminacjach.
Matocha  bardzo wcześnie zaczął trenować podopiecznych w klubie VK Tatran Bratysława (następcy wodniackiego oddziału KSTL). Przez wiele lat był tam zarówno trenerem, jak i zawodnikiem, a nawet kierownikiem drużyny odpowiedzialnym za zakup sprzętu, do którego, z oszczędności, wiosła robił sam. W zimie zdarzało mu się także trenować wioślarzy.
W 1955 roku przeszedł z Tatrana do Slávii UK Bratysława, gdzie szefował jego znajomy, Ladislav Čepčiansky. W Slávii spędził ponad pięćdziesiąt kolejnych lat.
Matocha zakwalifikował się także na Igrzyska Olimpijskie 1956 w Melbourne. Miał tam startować na „dwójce” razem z Ondrejem Markiem. Kiedy wszystkie przygotowania były już na ukończeniu (uszyto stroje olimpijskie, wysłano do Australii kajak), w przeddzień wylotu otrzymał telegram, że wyjazd jego i jego partnera jest niemożliwy. W ostatnim momencie postanowiono dać szansę pewnemu lekkoatlecie, co jednocześnie wypchnęło Matochę i Marka poza turniej olimpijski. Ostatnią imprezą tej rangi, w której Matocha wziął udział jako zawodnik, były Mistrzostwa Świata w Pradze w 1958 roku. Wówczas to zajął (w K-2) ósme miejsce na dystansie 10 km.
W 1959 roku Matocha wziął udział i pobił rekord maratonu kajakowego Praga – Czeskie Budziejowice. Na liczącym 200 km odcinku Wełtawy uzyskał czas poniżej 13 godzin. Wynik ten nie został nigdy poprawiony i prawdopodobnie nigdy już nie będzie, jako że na konkursowej trasie ustawiona została zapora (zbiornik Orlík).
W 1960 roku został mianowany trenerem reprezentacji Czechosłowacji w kajakarstwie na Igrzyska Olimpijskie 1960.

## Życie prywatne
Miał syna Miroslava, którego z kolei synowie to Mário i Tomáš. Cała trójka trenowała lub trenuje kajakarstwo.